# Callantmolen
De Callantmolen (ook Molen van Callant of De Kruier) is een korenmolen in Ramskapelle (Knokke-Heist). Het is een grondzeiler, die in 1897 is gebouwd ter vervanging van een eerdere molen. In 1936 werd de molen onttakeld en werd gemalen met behulp van een gasmotor. In 1960 werd het maalbedrijf stilgelegd. De huidige eigenaar van de molen is tevens uitbater van een restaurant in de voormalige molenaarswoning. De Callantmolen is van 2003 tot 2005 maalvaardig gerestaureerd. In de molen bevinden zich twee maalkoppels. De Callantmolen is meestal tijdens de weekeinden geopend voor bezoek.
- Inventaris van het Bouwkundig Erfgoed (Vlaanderen): 58597